# Superior (Wyoming)
Superior város az USA Wyoming államában, Sweetwater megyében. Lakosainak száma 184 fő (2020. április 1.).

## Népesség
A település népességének változása:

| 2010 | 336 |
| 2020 | 184 |